# Rəcəb Əshəbəliyev
Rəcəb Həbibulla oğlu Əshəbəliyev (ur. 10 września 1973) – azerski zapaśnik walczący w stylu wolnym. Olimpijczyk z Sydney 2000, gdzie zajął dziewiąte miejsce w kategorii 130 kg.
Czwarty na mistrzostwach świata w 1999 i na mistrzostwach Europy w 1999 roku.